# ويل هنتر
ويل هنتر (بالإنجليزية: Will Hunter)‏ هو لاعب كرة قدم أمريكية أمريكي، ولد في 24 مارس 1979 في تشيستر في الولايات المتحدة.

## وصلات خارجية
- ويل هنتر على موقع مرجع كرة القدم المحترفة.كوم (الإنجليزية)
- ويل هنتر على موقع كلية كرة القدم في سبورتس رفرنس.كوم (الإنجليزية)